# Сариколь (Жангалинський район)
Сарико́ль (каз. Сарыкөл) — село у складі Жангалинського району Західноказахстанської області Казахстану. Входить до складу Жанажольського сільського округу.
У радянські часи село називалось Факеєво.
Населення — 389 осіб (2021; 553 у 2009, 497 у 1999, 334 у 1989).